# Venezuela en la clasificación de Conmebol para la Copa Mundial de Fútbol de 2018
La Selección de fútbol de Venezuela es uno de los diez equipos participantes en la Clasificación de Conmebol para la Copa Mundial de Fútbol de 2018, eliminatorias que se llevó a cabo entre el 8 de octubre de 2015 y 10 de octubre de 2017. El seleccionado venezolano disputó su vigésima tercera eliminatoria y la vigésima primera consecutiva, habiendo obtenido el octavo lugar en 2006 y 2010 y el sexto lugar en 2014, pero en estas eliminatorias los problemas internos y malos resultados dejaron a La Vinotinto en el último lugar.

## Historia
En octubre, tras la Copa América 2015, comenzó la Clasificación de Conmebol para la Copa Mundial de Fútbol de 2018. Venezuela no venía en su mejor momento tras caer eliminado en la fase de grupos de dicha Copa América.
Luego de cuatro ediciones (2002, 2006, 2010 y 2014) en las que se repitió el mismo calendario, el 23 de enero de 2015 la Conmebol anunció que a partir de este torneo, y en adelante, el programa de partidos sería definido mediante sorteo. Esta decisión fue tomada en forma unánime por el Comité Ejecutivo de la Confederación.
Venezuela en la primera doble fecha le tocaba recibir a la Selección de Paraguay y visitar a la Selección de Brasil. El 8 de octubre de 2015 Venezuela recibía al combinado Paraguayo en el Cachamay de Puerto Ordaz. El partido fue trabado pero debido a un error del defensor Oswaldo Vizcarrondo y con cierta complicidad del arquero Alain Baroja, le permitió al delantero Derlis González aprovechar esta ocasión y marcar el 1:0 definitivo. Cinco días después Venezuela visitaba a Brasil en Fortaleza, siendo sorprendida con un gol de Willian a los 43 segundos de Juego y justo antes de terminar la primera parte el mismo Willian marcaría el segundo para la "Canarinha". Venezuela salió a buscar el partido y en el minuto 63' tras una jugada de tiro libre Christian Santos empujaría el balón marcando el descuento para La Vinotinto; pese a eso, el delantero Ricardo Oliveira ampliaría la ventaja al minuto 73' decretando el 3:1 final en territorio brasileño. La Vinotinto le tocaba ahora jugar contra Bolivia y Ecuador. El primero de los partidos fue contra el conjunto altiplano en la ciudad de La Paz. La altura jugó un papel clave para la Vinotinto que terminaría cayendo por marcador de 4:2, los goles venezolanos fueron de Mario Rondón (1:2) y Richard Blanco (2:4). 
El 17 de noviembre Venezuela recibía a Ecuador que venía de cosechar 3 triunfos consecutivos en la misma cantidad de partidos jugados. Con goles de Fidel Martínez, Jefferson Montero y Felipe Caicedo los ecuatorianos lograron ganar un partido donde Venezuela no encontró su juego ofensivo, en el cual un solitario gol de Josef Martínez finalizando el partido pondría cifras finales a un 3:1 en contra que colocaba a Venezuela últimas en las eliminatorias con 0 puntos en 4 partidos disputados.
El 24 de marzo de 2016, Venezuela visitaba a Perú, al minuto 32’ anotó el 0:1 Rómulo Otero de penal y al 57’ caería el 0:2 de Villanueva, pero Perú pudo remontar el partido con goles de Paolo Guerrero al 61’ y Raúl Ruidiaz al 94’. Con el 2:2 Venezuela consiguió su primer punto en las eliminatorias.
Pero el martes 29 de marzo ocurrió otra cosa, recibía a Chile en el Estadio Agustín Tovar de Barinas. Rómulo Otero marcaría un golazo de tiro libre al minuto 9’, Mauricio Pinilla al 33’ y 52’ y Arturo Vidal al 72’ y 93’ sentenciarían el 1:4 final, después de este partido Noel Sanvicente dejaría la banca venezolana y asumiría Rafael Dudamel
}}

### Tabla final de posiciones
| Selección | Pts | PJ | PG | PE | PP | GF | GC | Dif. |
| --------- | --- | -- | -- | -- | -- | -- | -- | ---- |
| Brasil    | 41  | 18 | 12 | 5  | 1  | 41 | 11 | 30   |
| Uruguay   | 31  | 18 | 9  | 4  | 5  | 32 | 20 | 12   |
| Argentina | 28  | 18 | 7  | 7  | 4  | 19 | 16 | 3    |
| Colombia  | 27  | 18 | 7  | 6  | 5  | 21 | 19 | 2    |
| Perú      | 26  | 18 | 7  | 5  | 6  | 27 | 26 | 1    |
| Chile     | 26  | 18 | 8  | 2  | 8  | 26 | 27 | -1   |
| Paraguay  | 24  | 18 | 7  | 3  | 8  | 19 | 25 | -6   |
| Ecuador   | 20  | 18 | 6  | 2  | 10 | 26 | 29 | -3   |
| Bolivia   | 14  | 18 | 4  | 2  | 12 | 16 | 38 | -22  |
| Venezuela | 12  | 18 | 2  | 6  | 10 | 19 | 35 | -16  |

### Puntos obtenidos contra cada selección durante las eliminatorias
La siguiente es una tabla detallada de los 22 puntos obtenidos contra cada una de las 9 selecciones que enfrentó la Selección venezolana durante las eliminatorias. 
| VS        | Bandera de Argentina | Bandera de Bolivia | Bandera de Brasil | Bandera de Chile | Bandera de Colombia | Bandera de Ecuador | Bandera de Paraguay | Bandera de Perú | Bandera de Uruguay | Total |
| --------- | -------------------- | ------------------ | ----------------- | ---------------- | ------------------- | ------------------ | ------------------- | --------------- | ------------------ | ----- |
| Local     | 1                    | 3                  | 0                 | 0                | 1                   | 0                  | 0                   | 1               | 1                  | 7     |
| Visitante | 1                    | 0                  | 0                 | 0                | 0                   | 0                  | 3                   | 1               | 0                  | 5     |
| Total     | 0                    | 2                  | 3                 | 0                | 0                   | 1                  | 3                   | 2               | 1                  | 12    |

## Resultados

### Primera vuelta
| 8 de octubre de 2015, 16:30 (UTC-4:30) | Venezuela | 0:1 (0:0)                     | Paraguay     | Estadio Cachamay, Puerto Ordaz                            |                                                           |
|                                        |           | FIFA Reporte Conmebol Reporte | González 84' | Asistencia: 39 654 espectadores Árbitro(s): José Buitrago | Asistencia: 39 654 espectadores Árbitro(s): José Buitrago |

| 13 de octubre de 2015, 22:00 (UTC-3) | Brasil                         | 3:1 (2:0)                     | Venezuela  | Estadio Castelão, Fortaleza                               |                                                           |
|                                      | Willian 1', 41' · Oliveira 73' | FIFA Reporte Conmebol Reporte | Santos 63' | Asistencia: 48 400 espectadores Árbitro(s): Darío Ubríaco | Asistencia: 48 400 espectadores Árbitro(s): Darío Ubríaco |

| 12 de noviembre de 2015, 16:00 (UTC-4) | Bolivia                                   | 4:2 (3:1)                     | Venezuela                  | Estadio Hernando Siles, La Paz                              |                                                             |
|                                        | Ramallo 18', 45' · Arce 22' · Cardozo 48' | FIFA Reporte Conmebol Reporte | M. Rondón 31' · Blanco 54' | Asistencia: 30 476 espectadores Árbitro(s): Víctor Carrillo | Asistencia: 30 476 espectadores Árbitro(s): Víctor Carrillo |

| 17 de noviembre de 2015, 16:30 (UTC-4:30) | Venezuela       | 1:3 (0:2)                     | Ecuador                                     | Estadio Cachamay, Puerto Ordaz                          |                                                         |
|                                           | J. Martínez 83' | FIFA Reporte Conmebol Reporte | F. Martínez 14' · Montero 22' · Caicedo 59' | Asistencia: 32 659 espectadores Árbitro(s): Gery Vargas | Asistencia: 32 659 espectadores Árbitro(s): Gery Vargas |

| 24 de marzo de 2016, 21:15 (UTC-5) | Perú                         | 2:2 (0:1)                     | Venezuela                  | Estadio Nacional, Lima                                      |                                                             |
|                                    | Guerrero 60' · Ruidíaz 90+3' | FIFA Reporte Conmebol Reporte | Otero 32' · Villanueva 56' | Asistencia: 41 459 espectadores Árbitro(s): Enrique Cáceres | Asistencia: 41 459 espectadores Árbitro(s): Enrique Cáceres |

| 29 de marzo de 2016, 19:00 (UTC-4:30) | Venezuela | 1:4 (1:1)                     | Chile                               | Estadio Agustín Tovar, Barinas                         |                                                        |
|                                       | Otero 9'  | FIFA Reporte Conmebol Reporte | Pinilla 33', 52' · Vidal 72', 90+2' | Asistencia: 24 101 espectadores Árbitro(s): Diego Haro | Asistencia: 24 101 espectadores Árbitro(s): Diego Haro |

| 1 de septiembre de 2016, 15:30 (UTC-5) | Colombia                     | 2:0 (1:0)                     | Venezuela | Estadio Metropolitano, Barranquilla                          |                                                              |
|                                        | Rodríguez 45+2' · Torres 81' | FIFA Reporte Conmebol Reporte |           | Asistencia: 43 218 espectadores Árbitro(s): Daniel Fedorczuk | Asistencia: 43 218 espectadores Árbitro(s): Daniel Fedorczuk |

| 6 de septiembre de 2016, 19:30 (UTC-4) | Venezuela                 | 2:2 (1:0)                     | Argentina                 | Estadio Metropolitano, Mérida                              |                                                            |
|                                        | Juanpi 34' · Martínez 52' | FIFA Reporte Conmebol Reporte | Pratto 58' · Otamendi 83' | Asistencia: 41 231 espectadores Árbitro(s): Roddy Zambrano | Asistencia: 41 231 espectadores Árbitro(s): Roddy Zambrano |

| 6 de octubre de 2016, 20:00 (UTC-3) | Uruguay                       | 3:0 (1:0)                     | Venezuela | Estadio Centenario, Montevideo                          |                                                         |
|                                     | Lodeiro 29' · Cavani 46', 79' | FIFA Reporte Conmebol Reporte |           | Asistencia: 47 992 espectadores Árbitro(s): Raúl Orosco | Asistencia: 47 992 espectadores Árbitro(s): Raúl Orosco |

### Segunda vuelta
| 11 de octubre de 2016, 20:30 (UTC-4) | Venezuela | 0:2 (0:1)                     | Brasil                          | Estadio Metropolitano, Mérida                               |                                                             |
|                                      |           | FIFA Reporte Conmebol Reporte | Gabriel Jesus 10' · Willian 53' | Asistencia: 42 726 espectadores Árbitro(s): Víctor Carrillo | Asistencia: 42 726 espectadores Árbitro(s): Víctor Carrillo |

| 10 de noviembre de 2016, 19:45 (UTC-4) | Venezuela                                           | 5:0 (2:0)                     | Bolivia | Estadio Monumental, Maturín                              |                                                          |
|                                        | Koufatty 3' · J. Martínez 11', 67', 70' · Otero 74' | FIFA Reporte Conmebol Reporte |         | Asistencia: 49 750 espectadores Árbitro(s): Andrés Cunha | Asistencia: 49 750 espectadores Árbitro(s): Andrés Cunha |

| 15 de noviembre de 2016, 16:00 (UTC-5) | Ecuador                                  | 3:0 (0:0)                     | Venezuela | Estadio Olímpico Atahualpa, Quito                         |                                                           |
|                                        | Mina 51' · Bolaños 83' · E. Valencia 86' | FIFA Reporte Conmebol Reporte |           | Asistencia: 28 645 espectadores Árbitro(s): Roberto Tobar | Asistencia: 28 645 espectadores Árbitro(s): Roberto Tobar |

| 23 de marzo de 2017, 19:30 (UTC-4) | Venezuela                  | 2:2 (2:0)                     | Perú                        | Estadio Monumental, Maturín                                 |                                                             |
|                                    | Villanueva 24' · Otero 40' | FIFA Reporte Conmebol Reporte | Carrillo 46' · Guerrero 64' | Asistencia: 45 920 espectadores Árbitro(s): Enrique Cáceres | Asistencia: 45 920 espectadores Árbitro(s): Enrique Cáceres |

| 28 de marzo de 2017, 19:00 (UTC-3) | Chile                        | 3:1 (3:0)                     | Venezuela  | Estadio Monumental, Santiago                             |                                                          |
|                                    | Sánchez 5' · Paredes 7', 22' | FIFA Reporte Conmebol Reporte | Rondón 63' | Asistencia: 35 200 espectadores Árbitro(s): Andrés Cunha | Asistencia: 35 200 espectadores Árbitro(s): Andrés Cunha |

| 31 de agosto de 2017, 17:00 (UTC-4) | Venezuela | 0:0                           | Colombia | Polideportivo de Pueblo Nuevo, San Cristóbal               |                                                            |
|                                     |           | FIFA Reporte Conmebol Reporte |          | Asistencia: 37 387 espectadores Árbitro(s): Wilton Sampaio | Asistencia: 37 387 espectadores Árbitro(s): Wilton Sampaio |

| 5 de septiembre de 2017, 20:30 (UTC-3) | Argentina     | 1:1 (0:0)                     | Venezuela   | Estadio Monumental, Buenos Aires                          |                                                           |
|                                        | Feltscher 54' | FIFA Reporte Conmebol Reporte | Murillo 50' | Asistencia: 67 776 espectadores Árbitro(s): Roberto Tobar | Asistencia: 67 776 espectadores Árbitro(s): Roberto Tobar |

| 5 de octubre de 2017, 17:00 (UTC-4) | Venezuela | 0:0                           | Uruguay | Polideportivo de Pueblo Nuevo, San Cristóbal                 |                                                              |
|                                     |           | FIFA Reporte Conmebol Reporte |         | Asistencia: 35 129 espectadores Árbitro(s): Anderson Daronco | Asistencia: 35 129 espectadores Árbitro(s): Anderson Daronco |

| 10 de octubre de 2017, 20:30 (UTC-3) | Paraguay | 0:1 (0:0)                     | Venezuela   | Estadio Defensores del Chaco, Asunción                     |                                                            |
|                                      |          | FIFA Reporte Conmebol Reporte | Herrera 84' | Asistencia: 40 000 espectadores Árbitro(s): Wilton Sampaio | Asistencia: 40 000 espectadores Árbitro(s): Wilton Sampaio |

## Jugadores
| Posición       | Nombre                | Club                      |
| -------------- | --------------------- | ------------------------- |
| Portero        | Alain Baroja          | Monagas S. C.             |
| Portero        | José David Contreras  | Châteauroux               |
| Portero        | Wuilker Faríñez       | Caracas F. C.             |
| Portero        | Carlos Olses          | Deportivo La Guaira       |
| Defensa        | Roberto Rosales       | Málaga CF                 |
| Defensa        | Oswaldo Vizcarrondo   | Troyes                    |
| Defensa        | Franklin Lucena       | Portuguesa FC             |
| Defensa        | Gabriel Cichero       | Delhi Dynamos             |
| Defensa        | Wilker Ángel          | Ahkmat Grozny             |
| Defensa        | Andrés Túñez          | Buriram United F. C.      |
| Defensa        | Alexander González    | S. D. Huesca              |
| Defensa        | Fernando Amorebieta   | Independiente             |
| Defensa        | Francisco Carabalí    | Deportivo Socopó          |
| Defensa        | Mikel Villanueva      | Cádiz C. F.               |
| Defensa        | Ángel Faría           | Mineros de Guayana        |
| Defensa        | Daniel Benítez        | Deportivo Táchira         |
| Defensa        | Rubert Quijada        | Al-Gharafa S.C            |
| Defensa        | Rolf Feltscher        | Real Zaragoza             |
| Defensa        | Jhon Chancellor       | Delfín                    |
| Defensa        | José Manuel Velázquez | FC Arouca                 |
| Defensa        | José Rafael Hernández | Atlanta United 2          |
| Defensa        | Ronald Hernández      | Stabæk IF                 |
| Defensa        | Víctor García         | Vitória de Guimarães      |
| Centrocampista | Renzo Zambrano        | Portland Timbers 2        |
| Centrocampista | Jeffrén Suárez        | Grasshopper               |
| Centrocampista | Tomás Rincón          | Torino FC                 |
| Centrocampista | Luis Manuel Seijas    | Independiente Santa Fe    |
| Centrocampista | César González Amais  | Deportivo La Guaira       |
| Centrocampista | Arquímedes Figuera    | Universitario de Deportes |
| Centrocampista | Ronald Vargas         | Newcastle Jets FC         |
| Centrocampista | Alejandro Guerra      | Palmeiras                 |
| Centrocampista | Rafael Acosta         | Independiente             |
| Centrocampista | Rómulo Otero          | Atlético Mineiro          |
| Centrocampista | Carlos Cermeño        | FC Dallas                 |
| Centrocampista | Juanpi                | Málaga CF                 |
| Centrocampista | Jhon Murillo          | Kasımpaşa SK              |
| Centrocampista | Yeferson Soteldo      | Huachipato                |
| Centrocampista | Arles Flores          | Deportivo La Guaira       |
| Centrocampista | Jacobo Kouffati       | Millonarios               |
| Centrocampista | José Manuel Velázquez | F. C. Arouca              |
| Delantero      | Juan Falcón           | Zamora                    |
| Delantero      | Salomón Rondón        | West Bromwich Albion      |
| Delantero      | Christian Santos      | Deportivo Alavés          |
| Delantero      | Josef Martínez        | Atlanta United            |
| Delantero      | Mario Rondón          | Shijiazhuang Ever Bright  |
| Delantero      | Adalberto Peñaranda   | Málaga CF                 |
| Delantero      | Richard Blanco        | Mineros de Guayana        |
| Delantero      | Yonathan Del Valle    | Gaziantep BB              |
| Delantero      | Andrés Fabián Ponce   | A. S. Livorno             |
| Delantero      | Sergio Córdova        | F. C. Augsburgo           |
| Delantero      | Anthony Blondell      | Monagas                   |
| Delantero      | Edder Farías          | Once Caldas               |